# Статистически модел
Статистическият модел е вид математически модел, в който се съдържат набор от предположения относно генерирането на представителни данни, извадка от по-голяма популация. Често в значително идеализиран вид, статистическият модел представлява процес по генериране на данни.
Предположенията, съдържащи се в статистическия модел, описват множество от вероятностни разпределения, някои от които се предполага адекватно да апроксиримират разпределението, от което определени данни се взимат като извадка. Вероятностните разпределения, свойствени на статистическите модели, са това, което отличава статистическите от други – нестатистически – математически модели.
Три са целите, с които се правят статистически модели: прогнозиране, извличане на информация и описание на стохастични структури.
Identifiabilité в статистиката и иконометрията, тоест идентификацията (уникалността и уникалната идентифируемост), е свойство на статистически модел.
Разглеждаме статистическия модел : {\displaystyle \left((X_{1},\ldots ,X_{n})\in \chi ^{n},\mathbb {P} _{\theta }^{\otimes n},\theta \in \Theta \right)}

## Формална дефиниция
Статистическият модел формално се дефинира като наредената двойка ({\displaystyle S,{\mathcal {P}}}), където {\displaystyle S} е множеството от възможните наблюдения, т.е. пространството на извадката, а {\displaystyle {\mathcal {P}}} е множеството от вероятностни разпределения над {\displaystyle S}.
Интуицията зад това определение е следната. Смята се, че има „същинско“ вероятностно разпределение, породено от процеса, с който естествено се генерират наблюдаваните данни. Избираме {\displaystyle {\mathcal {P}}} да представлява множеството (от разпределения), което съдържа такова разпределение, което адекватно апроксимира истинското. За отбелязване е, че не изискваме {\displaystyle {\mathcal {P}}} да съдържа същинското разпределение и това в редки случаи е възможно на практика. В действителност, „моделът е опростяване или апроксимиране на реалността и следователно не отразява цялата реалност“ – откъдето идва и разпространеният афоризъм в статистиката (приписван на статистѝка Джордж Бокс) „всички модели са грешни“.
Множеството {\displaystyle {\mathcal {P}}} е почти винаги параметризирано: {\displaystyle {\mathcal {P}}=\{P_{\theta }:\theta \in \Theta \}}. Множеството {\displaystyle \Theta } дефинира статистическите параметри на модела. Параметризацията като цяло изисква различните стойности на параметрите да пораждат различни разпределения, т.е. трябва да е в сила {\displaystyle P_{\theta _{1}}=P_{\theta _{2}}\Rightarrow \theta _{1}=\theta _{2}} (инективна функция). Параметризация, която отговаря на това изискване, се нарича идентифицируема.

## Виж още
- Статистически методи